# Helena Meraai
Helena Meraai (Ruso: Хелена Мерааи) es una cantante bielorrusa. Representó a Bielorrusia en Festival de la Canción de Eurovisión Junior 2017 con la canción "I am the one", donde obtuvo la quinta posición con 149 puntos. También formó parte de  Rusia, donde fue eliminada en la ronda de batallas, Poco tiempo después representó a Rusia en la versión infantil del festival "New Wave Junior" como parte de un trío donde ganó con otras dos niñas. Su mamá es bielorrusa y su papá es de Siria.
El 26 de octubre de 2018 se anunció que sería una de los conductores del Festival de la Canción de Eurovisión Junior 2018, junto con el conductor de televisión Eugene Perlin y la cantante Zena, en Minsk. Helena es la cuarta persona menor de 16 años en ser presentadora del Festival de la Canción Junior, después de Ioana Ivan en 2006, Dimytro Borodin en 2009, y Lizi Japaridze en 2017, también es la segunda exparticipante en presentar el concurso.
| Predecesor: Alexander Minyonok (cantante) con «"Muzyka Tvoikh Pobed"» | Bielorrusia en el Festival de Eurovisión Junior 2017             | Sucesor: Daniel Aleks Yastremskiy con "Time"                |
| Predecesor: Helen Kalandadze y Lizi Japaridze                         | Presentadores de Eurovisión Junior 2018 con Eugene Perlin y Zena | Sucesor: Ida Nowakowska, Aleksander Sikora y Roksana Węgiel |